# Horné Turovce
Horné Turovce (bis 1927 slowakisch „Horné Túrovce“; deutsch Oberthur, ungarisch Felsőtúr) ist eine Gemeinde im Westen der Slowakei mit 558 Einwohnern (Stand 31. Dezember 2024), die zum Okres Levice, einem Teil des Nitriansky kraj, gehört.

## Geographie
Die Gemeinde befindet sich im östlichsten Teil des slowakischen Donautieflands im Tal der Krupinica im Einzugsgebiet des Ipeľ, nahe der Staatsgrenze zu Ungarn. Das Ortszentrum liegt auf einer Höhe von 151 m n.m. und ist sechseinhalb Kilometer von Šahy sowie 40 Kilometer von Levice entfernt.
Nachbargemeinden sind Plášťovce im Norden und Osten, Šahy (Stadtteil Tešmák) im Südosten, Veľké Turovce im Süden, Tupá (Ortsteil Chorvatice) im Westen und Slatina im Nordwesten.

## Geschichte

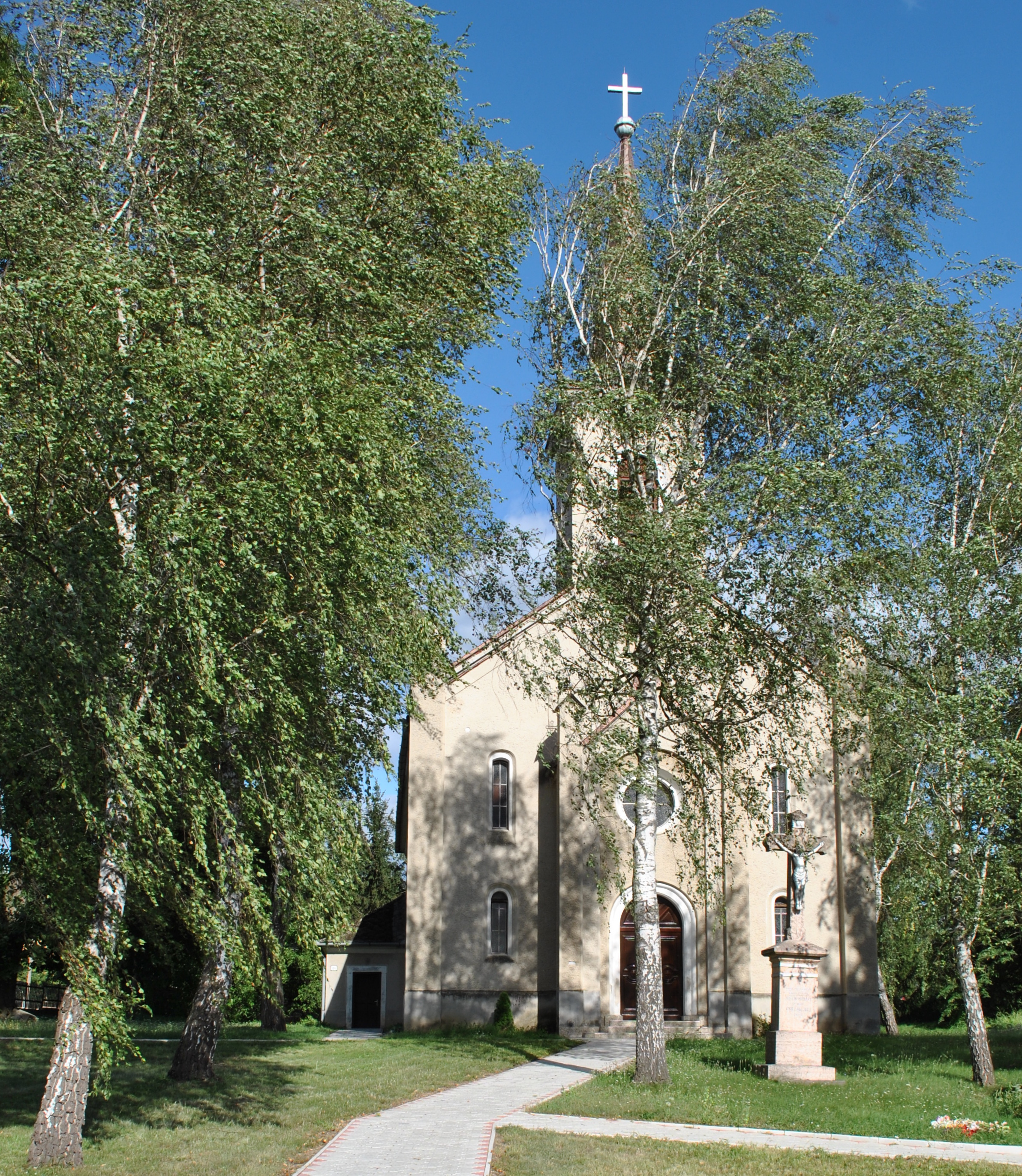
Kirche in Horné Turovce

Horné Turovce wurde zum ersten Mal 1435 als Nagy Thur schriftlich erwähnt und war damals Besitz der Familien Jánoki und Vajda. Später gehörten die Ortsgüter unter anderem den Familien Beniczky (18. Jahrhundert) sowie Horváth, Pongrácz, Fogarassy und Nedeczky (19. Jahrhundert). 1715 gab es 12 verlassene und 26 bewohnte Haushalte, 1828 zählte man 78 Häuser und 471 Einwohner, die als Landwirte und Winzer beschäftigt waren.
Bis 1918 gehörte der im Komitat Hont liegende Ort zum Königreich Ungarn und kam danach zur Tschechoslowakei beziehungsweise heute Slowakei. Auf Grund des Ersten Wiener Schiedsspruchs lag er von 1938 bis 1945 noch einmal in Ungarn.

## Bevölkerung
| Jahr                | 1994 | 2004    | 2014    | 2024    |
| ------------------- | ---- | ------- | ------- | ------- |
| Anzahl der Personen | 638  | 603     | 598     | 558     |
| Unterschied         |      | −5,48 % | −0,82 % | −6,68 % |

| Jahr                | 2023 | 2024    |
| ------------------- | ---- | ------- |
| Anzahl der Personen | 567  | 558     |
| Unterschied         |      | −1,58 % |

Nach der Volkszählung 2011 wohnten in Horné Turovce 605 Einwohner, davon 379 Magyaren, 211 Slowaken und zwei Roma. 13 Einwohner machten keine Angabe zur Ethnie.
560 Einwohner bekannten sich zur Römisch-katholischen Kirche, acht Einwohner zur Evangelischen Kirche A. B., vier Einwohner zur reformierten Kirche, ein Einwohner zu den christlichen Gemeinden und ein Einwohner zu einer anderen Konfession. 10 Einwohner waren konfessionslos und bei 21 Einwohnern wurde die Konfession nicht ermittelt.

## Bauwerke
- römisch-katholische Kirche aus dem Jahr 1865, erbaut an der Stelle einer älteren Kirche aus dem Jahr 1693